# Takaoka Jóhei
Takaoka Jóhei (Jokohama, Kanagava prefektúra, 1996. március 16. –) japán labdarúgó, a kanadai Vancouver Whitecaps kapusa.

## Pályafutása
Jóhei a Kanagava prefektúrában elhelyezkedő Jokohama városában született. Az ifjúsági pályafutását a helyi Jokohama akadémiájánál kezdte.
2014-ben mutatkozott be a Jokohama másodosztályú felnőtt csapatában. 2017. március 5-én, a V-Varen Nagaszaki ellen 1–1-es döntetlennel zárult mérkőzésen lépett pályára. A 2018-as szezonban az első osztályú Szagan Toszu csapatát erősítette kölcsönben. 2019. február 1-jén a lehetőséggel élve a klubhoz igazolt. A ligában 2019. május 4-én, az Óita Trinita ellen 2–0-re elvesztett bajnokin debütált.
2020. október 23-án a Jokohama F. Marinos együtteséhez szerződött. Először a 2020. október 28-ai, Sanfrecce Hirosima ellen 3–1-es vereséggel végződött mérkőzésen lépett pályára a klub színeiben. 2022-ben sikerült megnyerniük a bajnokságot, majd 2023 elején a szuperkupát is. 2023 februárjában az észak-amerikai első osztályban érdekelt Vancouver Whitecaps-hez igazolt.

## Statisztikák
2022. november 5. szerint
| Klub                | Szezon   | Osztály   | Bajnokság | Bajnokság | Kupa és ligakupa | Kupa és ligakupa | Nemzetközi | Nemzetközi | Összesen | Összesen |
| Klub                | Szezon   | Osztály   | Meccs     | Gól       | Meccs            | Gól              | Meccs      | Gól        | Meccs    | Gól      |
| ------------------- | -------- | --------- | --------- | --------- | ---------------- | ---------------- | ---------- | ---------- | -------- | -------- |
| Jokohama            | 2016     | J2 League | 0         | 0         | 1                | 0                | —          | —          | 1        | 0        |
| Jokohama            | 2017     | J2 League | 41        | 0         | 0                | 0                | —          | —          | 41       | 0        |
| Szagan Toszu        | 2018     | J1 League | 0         | 0         | 3                | 0                | —          | —          | 3        | 0        |
| Szagan Toszu        | 2019     | J1 League | 24        | 0         | 8                | 0                | —          | —          | 32       | 0        |
| Szagan Toszu        | 2020     | J1 League | 16        | 0         | 1                | 0                | —          | —          | 17       | 0        |
| Jokohama F. Marinos | 2020     | J1 League | 4         | 0         | 0                | 0                | 1          | 0          | 5        | 0        |
| Jokohama F. Marinos | 2021     | J1 League | 33        | 0         | 5                | 0                | —          | —          | 38       | 0        |
| Jokohama F. Marinos | 2022     | J1 League | 34        | 0         | 1                | 0                | 7          | 0          | 42       | 0        |
| Összesen            | Összesen | Összesen  | 152       | 0         | 19               | 0                | 8          | 0          | 179      | 0        |

## Sikerei, díjai
Jokohama F. Marinos
- J1 League
  - Bajnok (1): 2022
  - Ezüstérmes (1): 2021

- Japán Szuperkupa
  - Győztes (1): 2023

 Vancouver Whitecaps
- Kanadai Kupa
  - Győztes (2): 2023, 2024